# 木蹄層孔菌
木蹄層孔菌（學名：Fomes fomentarius）是一種多孔菌目真菌。它們生長在北美洲及歐洲的樺木屬及水青岡屬。單一顆樹上就可以有多個子實體。
木蹄層孔菌並不能食用，由於其擔子果可以陰燃幾個小時，故可以用來點火。木蹄層孔菌的點燃能力是由古遊牧民族發現。從木蹄層孔菌的紫色菌髓層可以提煉出火絨。

## 外部連結
- Rogers Mushrooms （页面存档备份，存于）